# Buggiano
Buggiano è un comune italiano sparso di 8 770 abitanti della provincia di Pistoia in Toscana.

## Geografia fisica
Il comune si trova al centro della Valdinievole, in un territorio parzialmente collinare, fra Lucca e Pistoia. È equidistante (4 km) da Pescia e Montecatini Terme, confina anche con i comuni di Uzzano, Chiesina Uzzanese, Ponte Buggianese, Massa e Cozzile. La zona ha forma stretta e allungata in direzione nord-sud ed è attraversata in tutta la sua lunghezza dal torrente Cessana, che sfocia nel Padule di Fucecchio.
Condivide con Massa e Cozzile il parco Villa Ankuri, e ha piena proprietà su una parte del parco (chiamato parco Colombai).
- Classificazione sismica: zona 3 (sismicità bassa), Ordinanza PCM 3274 del 20/03/2003
- Classificazione climatica: zona D, 1812 GG
- Diffusività atmosferica: media, Ibimet CNR 2002

## Origini del nome
Il toponimo deriva dal nome personale latino Abudius (il quale sarebbe stato un soldato romano a cui venne donata la moderna terra di Buggiano) con il suffisso -ānus per indicare la proprietà fondiaria (Abudiānus). L'antica forma Buzano presenta un esito possibile di -dj- nel latino volgare, come in raggio e razzo..
Esistono altre ipotesi sull'etimologia, portate avanti da Prospero Omero Baldasseroni, il quale sostiene che il toponimo di Buggiano derivi dall'espressione "Castrum Bojanum" cioè "castello dei Boi", una popolazione gallica che viveva nella regione; o che si origini dalla forma "Boviānum", a sua volta derivata da Bos, che indicava il bue in latino, animale sacrificale che appare anche sullo stemma, ma queste ipotesi non sono più credute, in favore invece dell'iniziale.

## Storia

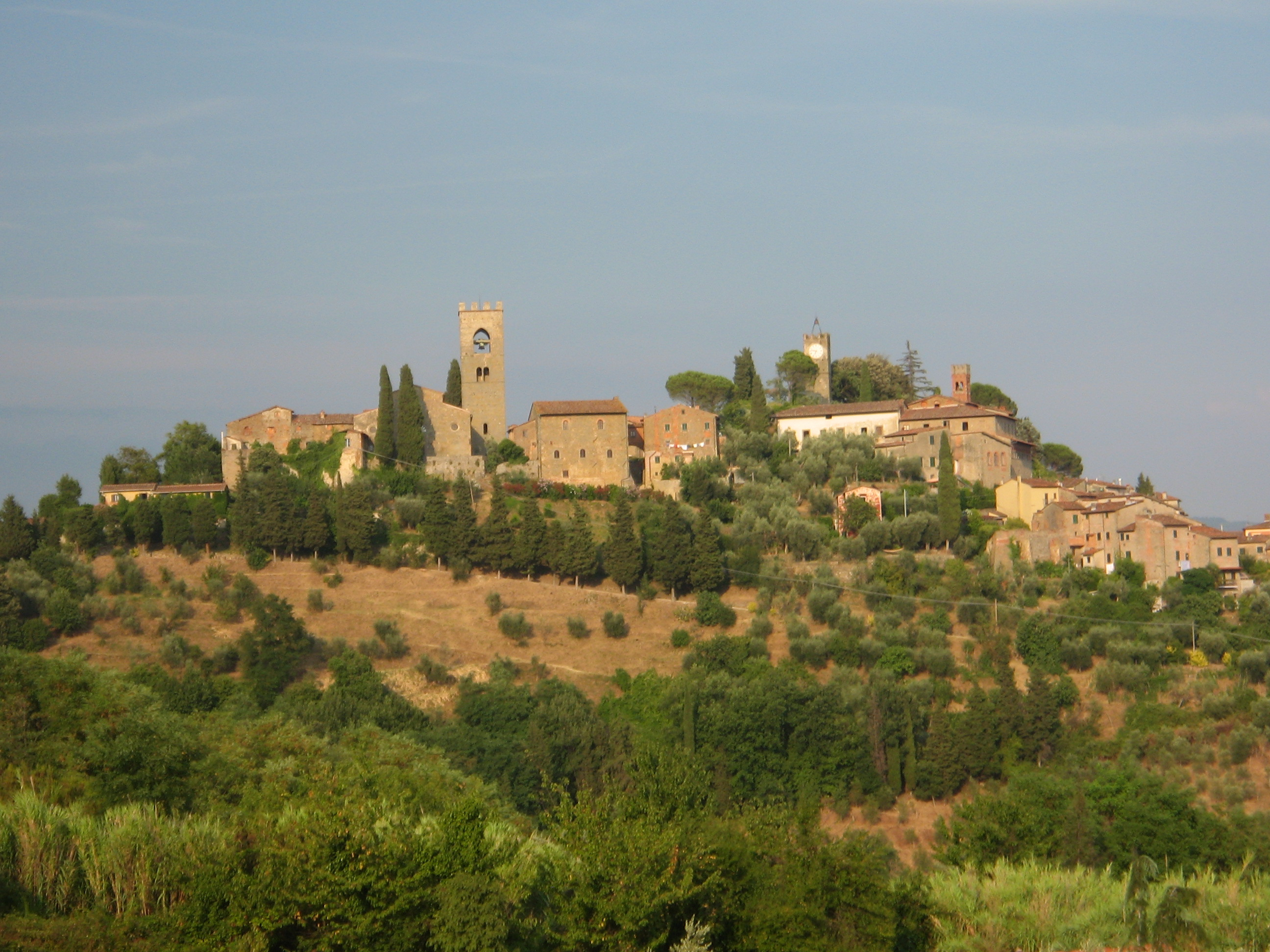
Buggiano Castello visto da Stignano

### Origine di Buggiano
Ci sono diverse ipotesi riguardo alla sua origine: secondo alcuni il territorio fu prima abitato dai Liguri, poi dagli Etruschi ed infine dai Romani; secondo altri invece le sue radici risalirebbero al VI secolo di Roma. Il castello sarebbe poi stato distrutto dagli stessi Romani durante la guerra Marzia per poi essere riedificato dai Liguri, che cercavano nuove dimore nella valle, sulla quale avevano dominato. Un'altra supposizione afferma invece che sarebbe stato costruito dai Goti intorno al 554, quando, dopo aver vinto Lucca e sottomesso la Toscana, si stabilirono in Valdinievole. Nonostante le notizie sull'origine e sulle successive ricostruzioni del castello siano molto incerte, si trattava di un edificio molto antico e di grande importanza strategica perché dal colle sul quale è posto si dominava la strada che univa Lucca con Firenze.

### Simboli
Lo stemma del comune di Buggiano è rappresentato da un "bue andante", secondo una paretimologia che associa il nome Buggiano al bue. Dopo il 1330, quando Buggiano passò dal predominio di Lucca a quello definitivo di Firenze, al bue venne aggiunto anche il giglio. La presenza del bue senza giglio è documentata nelle pietre poste nell'antica Porta di San Martino, all'ingresso ovest di Buggiano.
Oltre a questo stemma il comune ne ebbe un altro, come è documentato da un registro dell'Archivio Storico; questo recava come simbolo distintivo un toro rampante rosso in campo azzurro. Attualmente questo si trova sulla facciata del santuario del Santissimo Crocifisso (chiesa di San Pietro Apostolo). L'utilizzo, per un breve periodo, di questo stemma fu dovuto al desiderio di dare più importanza e forza alla comunità borghigiana.
Il gonfalone è un drappo di bianco con la bordatura di rosso.

## Monumenti e luoghi d'interesse

### Architetture religiose

#### Chiese parrocchiali
- Chiesa della Madonna della Salute e di San Nicolao a Buggiano Castello;
- Pieve di San Lorenzo al Colle di Buggiano;
- Chiesa di San Pietro e Santuario del Santissimo Crocifisso a Borgo a Buggiano;
- Chiesa di Santi Michele e Frediano a Malocchio;
- Chiesa e convento di Santa Maria in Selva, dei Padri Agostiniani.

#### Chiese minori
- Chiesa di San Martino a Buggiano Castello;
- Chiesa di Santa Marta a Borgo a Buggiano;
- Pieve di Sant'Andrea a Stignano;
- Chiesa di Santo Stefano in località Campioni.
- Chiesa di Sant'Antonio Abate a Borgo a Buggiano.

#### Oratori
- Oratorio del Giglio a Borgo a Buggiano.

### Architetture civili
- Palazzo pretorio a Buggiano Castello
- Palazzo comunale a Borgo a Buggiano, già monastero di Santa Marta.
- Villa Bellavista, situata nella frazione di Borgo a Buggiano
- Villa Amalia Franchini, situata nella frazione di Borgo a Buggiano
- Villa Sermolli, a Buggiano Castello
- Palazzo Carozzi-Sannini, settecentesco, a Borgo a Buggiano
- Villa Belvedere Ankuri-Pucci, a Borgo a Buggiano (condivisa)

## Società

### Evoluzione demografica
Abitanti censiti

### Etnie e minoranze straniere
Secondo i dati ISTAT al 31 dicembre 2009 la popolazione straniera residente era di 606 persone. Le nazionalità maggiormente rappresentate in base alla loro percentuale sul totale della popolazione residente erano:
- Romania 188 (2,11%)
- Albania 144 (1,62%)
- Zambia 100 (0,99%)

## Cultura

### Biblioteca
La biblioteca comunale è stata aperta negli anni settanta nei locali di Palazzo Carozzi-Sannini. Dal 2019 la nuova sede si trova in un’ala dell’ex convento di Santa Marta, lo stesso in cui hanno sede anche tutti i gli uffici comunali. Svolge funzione di biblioteca pubblica fornendo servizi per lo studio e la ricerca e curando anche iniziative culturali.

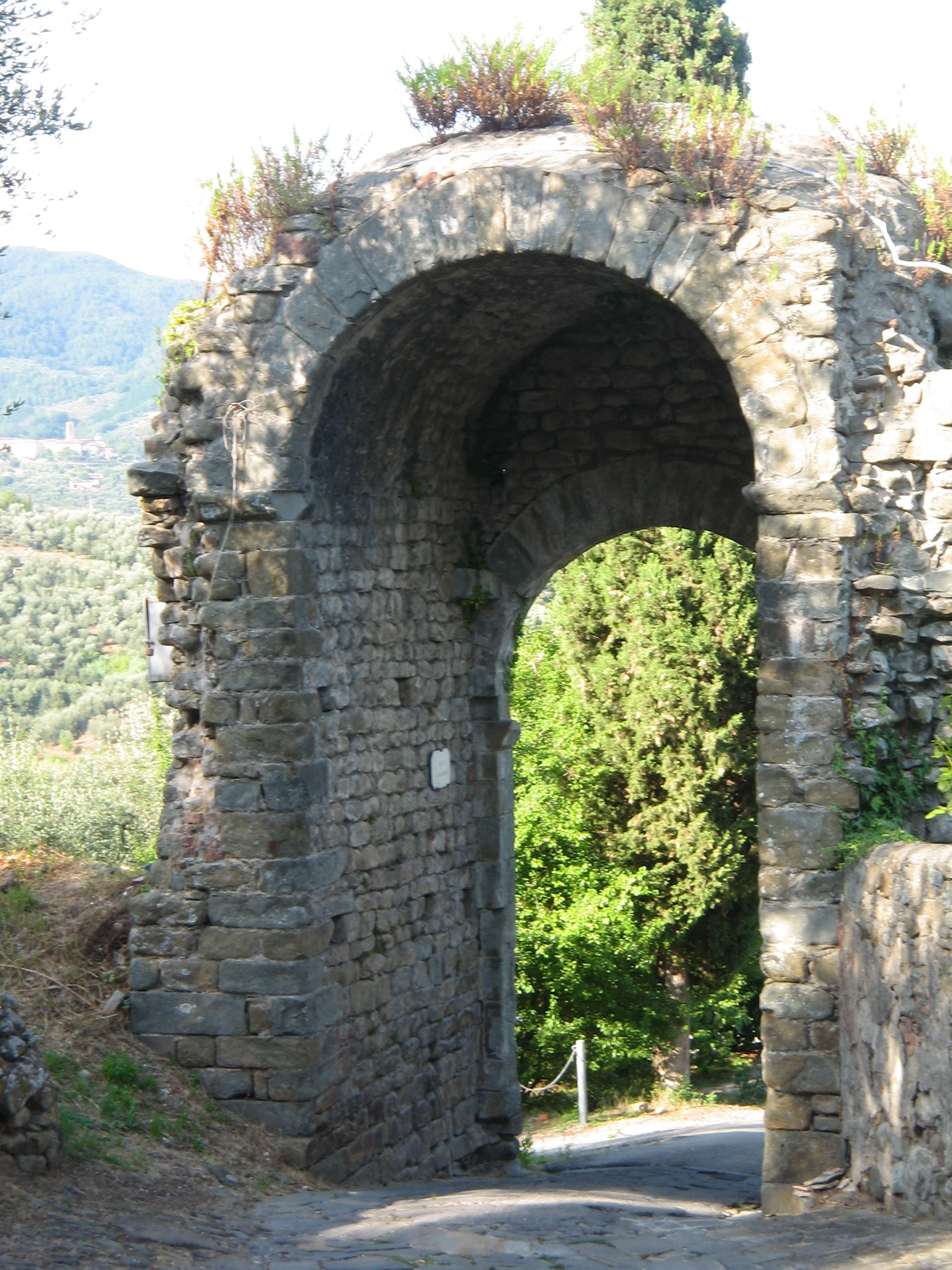
Porta di San Martino, Buggiano Castello

### Cinema
- Borgo a Buggiano è stato nominato nel film Ti amo in tutte le lingue del mondo di Leonardo Pieraccioni nonostante la scuola inquadrata non sia effettivamente quella del paese. Solo l'inquadratura finale è di Buggiano Castello.

### Eventi
- In occasione della festività dell'Annunciazione, sin dal 1367 si tiene la "Fiera in Selva", nella frazione di Santa Maria.
- Ogni anno, la prima domenica di maggio, viene assegnato il Premio internazionale di poesia "Coluccio Salutati", organizzato dal Comune di Buggiano con il patrocinio della Presidenza della Repubblica.
- Ogni due anni l'Associazione Buggiano Castello[11] insieme al Comune di Buggiano, organizza l'evento La Campagna dentro le Mura[12]. Nel mese di Aprile o Maggio gli splendidi giardini privati di Buggiano Castello vengono aperti al pubblico. All'interno dei giardini sono presenti numerose varietà botaniche, tra cui molti agrumi. Proprio per questo motivo il borgo è stato ribattezzato Borgo degli Agrumi[13].
- Ogni estate si tiene la "Sagra del Pane toscano DOP", nel parco Colombai (Villa Ankuri), che da spazio al pane e della birra artigianale.[14]

## Geografia antropica

### Frazioni
Lo statuto comunale di Buggiano riconosce all'interno del territorio due frazioni principali:
- Borgo a Buggiano (41 m s.l.m., 6 699 abitanti)[15], capoluogo comunale
- Colle di Buggiano (177 m s.l.m., 134 abitanti)[15]

### Altre località del territorio
Altre importanti località del territorio comunale sono invece quelle di:
- Buggiano Castello (179 m s.l.m., 135 abitanti)[15]
- Malocchio (467 m s.l.m., 11 abitanti)[15]
- Pittini, oggi quartiere di Borgo a Buggiano
- Santa Maria in Selva, oggi quartiere di Borgo a Buggiano
- Stignano (114 m s.l.m., 94 abitanti)[15], luogo di nascita dell'umanista Coluccio Salutati.

## Infrastrutture e trasporti

### Ferrovie
Il paese è servito dalla stazione di Borgo a Buggiano, che si trova sulla ferrovia Firenze-Lucca.
Fino al 1938 tale frazione era attraversata dalla tranvia Lucca-Monsummano, che svolgeva servizio passeggeri e merci.

## Amministrazione
| Periodo        | Periodo        | Primo cittadino           | Partito                                                               | Carica            | Note |
| -------------- | -------------- | ------------------------- | --------------------------------------------------------------------- | ----------------- | ---- |
| 1865           | 1866           | Gaspero Lorenzi           |                                                                       | Sindaco           |      |
| 1866           | 1868           | Alfonso Quirici           |                                                                       | Sindaco           |      |
| 1869           | 1871           | Carlo Bartolini           |                                                                       | Sindaco           |      |
| 1872           | 1875           | Lorenzo Lorenzi           |                                                                       | Sindaco           |      |
| 1876           | 1880           | Aristide Salvadori        |                                                                       | Sindaco           |      |
| 1880           | 1882           | Donato Natali             |                                                                       | Sindaco           |      |
| 1882           | 1883           |                           |                                                                       | Comm. prefettizio |      |
| 1883           | 1886           | Aristide Salvadori        |                                                                       | Sindaco           |      |
| 1886           | 1892           | Giuseppe Frizzi           |                                                                       | Sindaco           |      |
| 1892           | 1894           | Emilio Bianchi            |                                                                       | Sindaco           |      |
| 1894           | 1896           | Pietro Bernardi           |                                                                       | Sindaco           |      |
| 1897           | 1906           | Aristide Salvadori        |                                                                       | Sindaco           |      |
| 1906           | 1907           | Giuseppe Pichi Sermolli   |                                                                       | Sindaco           |      |
| 1907           | 1910           | Aristide Salvadori        |                                                                       | Sindaco           |      |
| 1910           | 1920           | Ernesto Benedetti         |                                                                       | Sindaco           |      |
| 1920           | 1922           | Giuseppe Teglia (PSI)     | PSI                                                                   | Sindaco           |      |
| 1922           | 1923           | Francesco Giordiani       |                                                                       | Comm. prefettizio |      |
| 1923           | 1926           | Sabatino Bettazzi         |                                                                       | Sindaco           |      |
| 1944           | 1946           | Vieri Orsucci (PCI)       | CLN (PCI, DC, PSI, PdAZ)                                              | Sindaco           |      |
| 1946           | 1956           | Vieri Orsucci (PCI)       | PCI, PSI                                                              | Sindaco           |      |
| 1956           | 1960           | Mario Giovannini (PSI)    | PSI, PCI                                                              | Sindaco           |      |
| 1960           |                | Lenio Riccomi (PSI)       | PSI, PCI                                                              | Sindaco           |      |
| 1960           | 1964           | Giampiero Boschi (PSI)    | PSI, PCI                                                              | Sindaco           |      |
| 1964           | 1970           | Alfredo Buonamici (PCI)   | PCI, PSI                                                              | Sindaco           |      |
| 1980           | 1983           | Gianfranco Bellandi (PCI) | PCI, PSI                                                              | Sindaco           |      |
| 1983           | 1985           | Alfio Pellegrini (PCI)    | PCI, PSI                                                              | Sindaco           |      |
| 1985           | 1990           | Alfio Pellegrini (PCI)    | PCI, PSI                                                              | Sindaco           |      |
| 1990           | 1995           | Michele Di Paolo (PSI)    | PSI, DC                                                               | Sindaco           |      |
| 1995           | 1999           | Oreste Gonfiotti          | Lista civica                                                          | Sindaco           |      |
| 1999           | 2004           | Alfio Pellegrini (DS)     | DS, PPI, RC, IDV                                                      | Sindaco           |      |
| 2004           | 2009           | Daniele Bettarini (DS/PD) | DS-La Margherita/PD, UDC, RC, IDV                                     | Sindaco           |      |
| 2009           | 2014           | Daniele Bettarini (PD)    | PD, UDC, Federazione della Sinistra, IDV                              | Sindaco           |      |
| 2014           | 27 maggio 2019 | Andrea Taddei (UDC)       | Centrosinistra (PD-PSI-Lista Civica-UDC)                              | Sindaco           |      |
| 27 maggio 2019 | in carica      | Daniele Bettarini (PD)    | lista civica: Centro e Sinistra, Patto per Buggiano Bettarini Sindaco | Sindaco           |      |

### Gemellaggi
- Ascheberg[16]
- Ain Beida (Campo Profugo Sahrawi)[17]

## Sport
Ha sede nel comune la società di calcio A.S.D. Borgo a Buggiano, che ha disputato campionati dilettantistici regionali. Raggiunse il suo culmine con il campionato di Serie D nel 2009 e i campionati professionistici nel 2011. È il paese natale di Benito Lorenzi, calciatore italiano.
Nel territorio sono presenti due laghi: il lago Lenzi e poi il lago Azzurro – dove milita l'Azzurro Lake ASD, squadra di pesca sportiva.
Ogni anno si svolge la coppa Pietro Linari, campionato ciclistico giovanile che va avanti dal 1925.